# Larry Desmedt
'Indian' Larry Desmedt (Cornwall-on-Hudson (New York), 28 april 1949 – Charlotte (North Carolina), 30 augustus 2004) was een befaamde motorbouwer, stuntman en vernieuwer in de wereld van de custom motoren.

## Levensloop
Indian Larry, echte naam Larry Desmedt, was al op jonge leeftijd geïnteresseerd in motoren, en een fan van de artiest Von Dutch. Indian Larry verhuisde naar Californië om het vak te leren bij de legendarische hot rod-bouwer en artiest Ed "Big Daddy" Roth.
Larry werd veroordeeld voor een bankoverval en had alcohol- en drugsproblemen in zijn jeugd. Larry besloot deze tumultueuze jaren achter zich te laten en zich te richten op zijn talent: motoren bouwen. Larry was de oprichter van de "Gasoline Alley" custom shop in New York in 1991. Zijn "old school" choppers bezorgen hem al snel een goede reputatie en veel bekendheid. Zijn bekendste motor is zijn "Grease Monkey", deze werd in het beroemde magazine Easy Rider gekroond tot Chopper van het Jaar. Larry was ook de winnaar van Discovery Channel's "Biker Build-Off" trofee (toen nog "Great Bike Build Off" geheten). Na zijn dood werd door Discovery Channel als eerbetoon een speciale aflevering van "Biker Build-Off" geschoten, geheel gewijd aan Larry. In deze aflevering werd een motor gebouwd als eerbetoon aan Larry, een kenmerk van deze motor was Indian Larry's symbool - het vraagteken. Indian Larry's naam is onlosmakelijk verbonden met de hernieuwde populariteit van de bobber, eerder populair in de jaren 50 en 60.
Indian Larry was tevens gerenommeerd stuntman en acteur. Zo speelde Indian Larry zichzelf in de film "Rocket's Red Glare". Als stuntman is hij te zien in de films Quiz Show, Muscle Machine, My Mother's Dream, en 200 Cigarettes. Hij was ook te gast in de show van David Letterman.
Een van zijn meest opvallende lichamelijke kenmerken was een tatoeage op zijn nek, net onder zijn kin. Hier stond "In God We Trust - Vengeance is mine sayeth the Lord - No Fear". 
Vrijelijk vertaald is dit "We hebben vertrouwen in God - Gij zult niet wreken, ik ben de Heere - Geen angst". Dit middelste gedeelte, afkomstig uit de Bijbel, Leviticus 19:18, was zo getatoeëerd dat Indian Larry het zelf in de spiegel kon lezen.
Indian Larry was op 28 augustus 2004 bezig met een stunt toen de motor waar hij op stond aan het slingeren ging. De motor was niet meer onder controle te krijgen en Indian Larry werd eraf geworpen. Hierbij liep hij ernstige hoofdwonden op, waaraan hij twee dagen later in het ziekenhuis overleed.
In 2006 werden twee boeken over Indian Larry gepubliceerd, "Indian Larry: Chopper Shaman" door Dave Nichols en Andrea "Bambi" Cambridge (met foto's van Michael Lichter) alsook het boek "Indian Larry" door Timothy White. 
Zijn autobiografie, "Grease Monkey, The Life and Times of Motorcycle Artist Indian Larry", kort voor zijn dood geschreven, wordt binnenkort verwacht.